# Tijdschrift voor Filosofie
Tijdschrift voor Filosofie is een Vlaams tijdschrift voor filosofie.
Het tijdschrift werd in 1939 opgericht door de dominicaan Joannes De Petter. Het tijdschrift wordt geleid door een internationale redactie en een redactieraad waarin alle Vlaamse en Nederlandse en enkele Zuid-Afrikaanse universiteiten vertegenwoordigd zijn. Hoofdredacteur is Roland Breeur. Sinds 1984 is de redactie gehuisvest aan het Hoger Instituut voor Wijsbegeerte van de KU Leuven. Het tijdschrift wordt uitgegeven door Uitgeverij Peeters. 
Tijdschrift voor Filosofie is een algemeen filosofisch tijdschrift en publiceert thematische en historische studies, boekbesprekingen en literatuurstudies. Het heeft bijzondere aandacht voor het wijsgerige leven in Vlaanderen en Nederland en wil bijdragen aan de filosofie in het Nederlands. Het tijdschrift publiceert artikels in het Nederlands, Frans, Engels, Duits en Afrikaans en verschijnt viermaal per jaar.